# عائلة استثنائية
عائلة استثنائية (الكورية: 히어로는 아닙니다만) هو مسلسل تلفزيوني كوري جنوبي، من بطولة جانغ كي يونغ، تشون وو هي، غو دو شيم، كلوديا كيم. عرض على قناة JTBC في 4 مايو الى 9 يونيو 2024، تم بثه كل يومي السبت والاحد الساعة 22:30 (KST). وهو متاح على نتفلكيس في دوليا.

## قصة
ولد بوك غوي جو (جانغ كي يونغ) وعائلته بقوى خارقة مختلفة. غوي-جو يستطيع العودة بالزمن إلى الوراء، ولكن فقط إلى الأوقات السعيدة في حياته. ولا يستطيع تغيير الماضي، لذلك يمكنه فقط أن يسكن في تلك اللحظات السعيدة. يُصاب غوي-جو بالاكتئاب مما يؤدي إلى فقدان قوته الخارقة للطبيعة. تفقد عائلته أيضًا قواها الخاصة بسبب مشاكل العصر الحديث مثل الأرق والشره المرضي وإدمان الهواتف الذكية. ولكن حياتهم تتغير بعد تشابكها مع دو دا-هي (تشون وو-هي).

## طاقم

### رئيسي
- جانغ كي يونغ في دور بوك غوي جو[4]

لديه قوة خارقة في "السفر عبر الزمن" لكنه فقد قدرته بسبب الاكتئاب.
- تشون وو هي في دور دو دا هي[5]

امرأة غامضة ذات قوة خارقة.
- جو دو-شيم في دور بوك مان هيوم[6]

والدة غوي جو، تعاني من الأرق بسبب قوتها الخارقة.
- كلوديا كيم في دور بوك دونغ هي[7]

الأخت الكبرى لـ جوي-جو، لديها قوة خارقة "الطيران".

### داعم
- بارك سو يي بدور بوك إن آه[8]

ابنة غوي جو.
- ريو بيل في دور جراز[9]
- أوه مان سيوك بدور إيوم سون غو[10]

زوج مان هيوم ووالد غوي جو ودونغ هي. إنه العضو الوحيد في عائلة بوك الذي ليس لديه أي قوة خارقة.
- تشوي غوانغ روك في دور نوه هيونغ تاي.[11]

## المشاهدات
| الموسم | الموسم | رقم الحلقة | رقم الحلقة | رقم الحلقة | رقم الحلقة | رقم الحلقة | رقم الحلقة | رقم الحلقة | رقم الحلقة | رقم الحلقة | رقم الحلقة | رقم الحلقة | رقم الحلقة | المتوسط |
| الموسم | الموسم | 1          | 2          | 3          | 4          | 5          | 6          | 7          | 8          | 9          | 10         | 11         | 12         | المتوسط |
| ------ | ------ | ---------- | ---------- | ---------- | ---------- | ---------- | ---------- | ---------- | ---------- | ---------- | ---------- | ---------- | ---------- | ------- |
|        | 1      | 807        | 759        | 726        | 984        | 921        | 925        | 877        | 963        | 781        | 915        | 847        | 1141       | 887     |

| الحلقات | تاريخ البث   | تقييمات (نيلسن كوريا) | تقييمات (نيلسن كوريا) |
| الحلقات | تاريخ البث   | على الصعيد الوطني     | سيئول                 |
| ------- | ------------ | --------------------- | --------------------- |
| 1       | 4 مايو 2024  | 3.289%                | 3.796%                |
| 2       | 5 مايو 2024  | 2.985%                | 3.104%                |
| 3       | 11 مايو 2024 | 3.168%                | 3.241%                |
| 4       | 12 مايو 2024 | 4.056%                | 4.777%                |
| 5       | 18 مايو 2024 | 3.883%                | 4.332%                |
| 6       | 19 مايو 2024 | 4.178%                | 5.462%                |
| 7       | 25 مايو 2024 | 3.480%                | 4.096%                |
| 8       | 26 مايو 2024 | 4.248%                | 4.973%                |
| 9       | 1 يونيو 2024 | 3.613%                | 4.655%                |
| 10      | 2 يونيو 2024 | 3.734%                | 4.304%                |
| 11      | 8 يونيو 2024 | 3.838%                | 4.572%                |
| 12      | 9 يونيو 2024 | 4.858%                | 5.705%                |
| متوسط   | متوسط        | 3.778%                | 4.418%                |

## الإنتاج
تم إنشاء فكرة العمل من قبل كانغ إيون-كيونغ، التي كتبت مسلسل الطبيب الرومانسي، مخلوق جيونغسونغ، ومن كتابة جو هوا-مي اعمالها رئيس انطوائي (2017)، مياو، الفتى السري (2020)، وإخراج جو هيون تاك، اعماله اكثر من مجرد خادمة (2014)، قلعة السماء (2020)، سنودروب (2021)، وإنتاج JTBC من قبل شركتها التابعة SLL والتابعة لها دراما هاوس بتعاون مع ستوري بيكتشرز ميديا.

## روابط خارجية
- الموقع الرسمي
 (بالكورية)
- عائلة استثنائية على موقع IMDb (الإنجليزية)
- عائلة استثنائية على موقع نتفليكس (الإنجليزية)
- عائلة استثنائية على موقع فيلمافينيتي (الإسبانية)
- عائلة استثنائية على موقع قاعدة بيانات الفيلم (الإنجليزية)
- عائلة استثنائية على هانسينما